# Assassinat d'Erkut Akbay
 (juillet 2020).
L'assassinat d'Erkut Akbay est l'assassinat de l'attaché administratif turc Erkut Akbay, survenu le 7 juin 1982 à Lisbonne, au Portugal, où le diplomate était en service.

## Assassinat
Erkut Akbay a été assassiné près de son domicile à la périphérie de la ville alors qu'il rentrait chez lui pour le déjeuner. Il a été tué instantanément alors qu'il était assis dans sa voiture. Sa femme, Nadide Akbay, a également reçu une balle dans la tête alors qu'elle était assise à côté de lui. Nadide Akbay a été transportée d'urgence à l'hôpital dans le coma et a subi une intervention chirurgicale. Elle est décédée après huit mois de coma le 11 janvier 1983 à l'hôpital d'Ankara.
Un groupe se faisant appeler les Commandos des justiciers du génocide arménien a revendiqué l'assassinat.